# Hôtel Ritz Paris
48°52′04″N 2°19′43″Ø / 48.86778°N 2.32861°Ø
Hôtel Ritz, beliggende på Place Vendôme i Paris, er et af Europas fineste luksushoteller.
Oprindeligt blev hotellet opført som privatbolig i 1700-tallet, og blev først i 1898 omdannet til hotel. Navnet referer til den første ejer, César Ritz. Sammen med køkkenchef og medejer Auguste Escoffier opbyggede han et hotel med et verdenskendt renommé for sin overdådighed, service og kokkekunst. Suiterne på hotellet er navngivet efter de berømtheder, der har boet på hotellet: F. Scott Fitzgerald, Marcel Proust, Rudolph Valentino, Edvard VII, Charlie Chaplin, Greta Garbo og Coco Chanel. Baren er opkaldt efter Ernest Hemingway. 
I 1979 solgte Ritz-familien hotellet til den egyptiske forretningsmand Mohamed Al-Fayed.
Hotellet består af 161 værelser, en restaurant og to barer. Hotellets restaurant, L'Espadon, er tildelt en stjerne i Michelin-guiden.